# Gypona woodruffi
Gypona woodruffi är en insektsart som beskrevs av Freytag 2005. Gypona woodruffi ingår i släktet Gypona och familjen dvärgstritar. Inga underarter finns listade i Catalogue of Life.